# 丹尼尔·笛福
丹尼尔·笛福（英語：Daniel Defoe，/dɪˈfoʊ/；1660年9月13日—1731年4月24日），原名丹尼尔·福（Daniel Foe），英国小说家、新闻记者、小册子作者、政治間諜。其作品主要敘述个人通过努力，靠自己的智慧和勇敢战胜困难。情节曲折，采用自述方式，可读性强。并表现了当时追求冒险，倡导个人奋斗的社会风气。 其新聞寫作《風暴》是現代新聞業的先驅作品之一。 其代表作《鲁宾逊漂流记》闻名于世，鲁宾逊成为与困难抗争的典型，因此他被视作英国小说的开创者之一。

## 早年生活
笛福的父親詹姆斯·福從事屠宰業，雙親都是長老會教徒，不信仰英國國教。笛福生於英國倫敦，具體的出生日期和地點還有爭議。他本姓福（foe），後來在自己的姓前面加上聽起來如同貴族的「笛」的前綴，形成笛福（defoe）此名。笛福幼時就有了災難的經歷，1665年倫敦發生瘟疫，1666年倫敦大火燒毀了鄰居的房子。他大約十歲時，母親去世。笛福在Newington Green的長老會的學校里接受中等教育，畢業後到教堂任職，沒有上過大學。
笛福二十歲後開始從商，但是屢遭失敗。1684年他結婚，1685年參加了試圖推翻詹姆斯二世的蒙默斯起義，僥倖逃過了起義後的殘酷鎮壓。1688年威廉三世加冕後，他迅速成了政府的情報人員。1692年笛福經商破產被捕。1695年他回到英國，成為政府的稅務代表，1696年他成為了一家倫敦磚瓦廠的經理。

## 政治創作

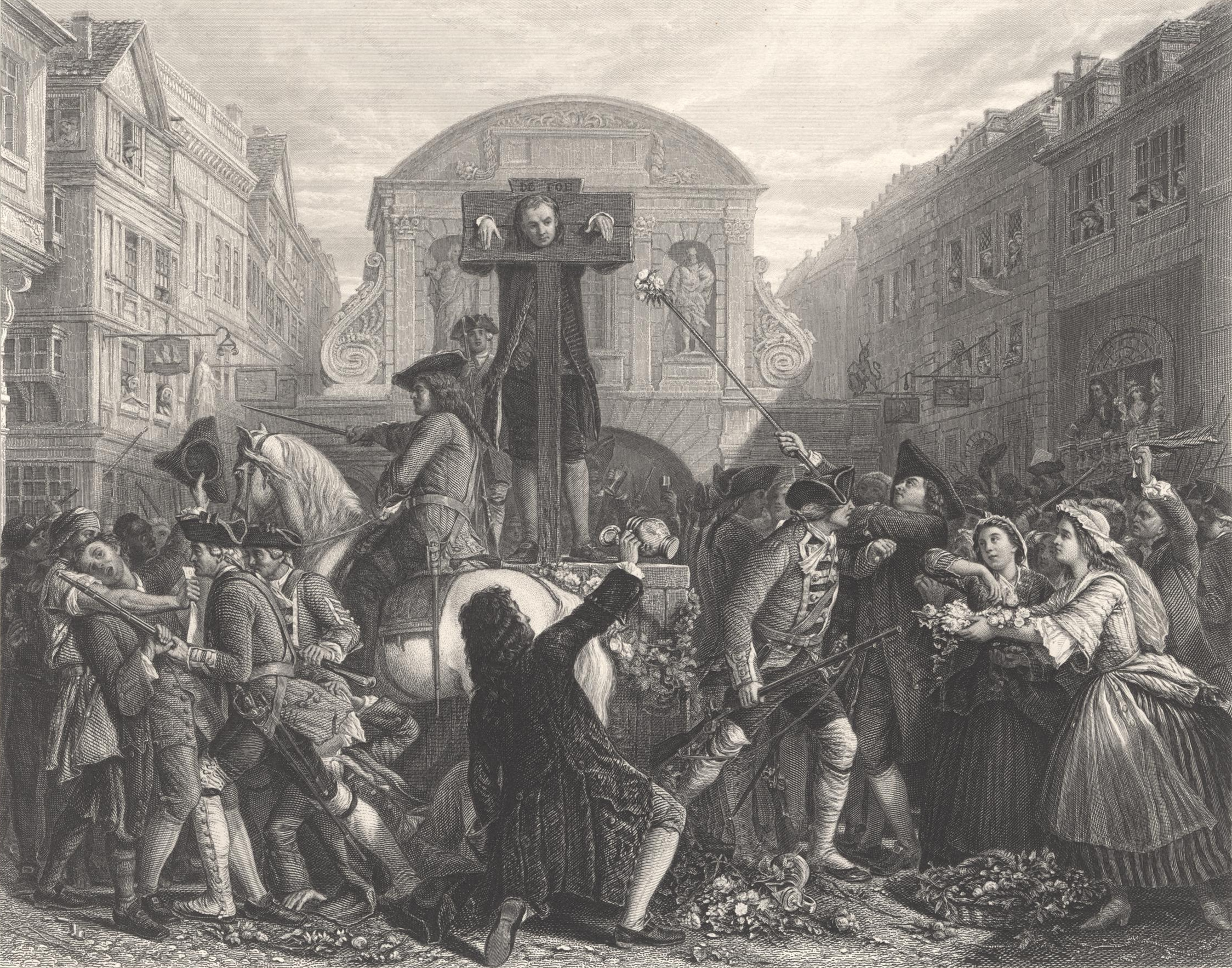
描绘笛福受枷刑时民众把他看待成英雄的版画

笛福被誉为现代新闻之父，更准确地说是政治新闻之父。热爱政治，成就了他的思想，但也毁了他的生活。
笛福最早的创作是1697年出版的《关于一些问题的观点》，提出了一些社会改革的建议。1698年他维护威廉三世对常备军的权力。1701年他发表诗歌《地道的英国人》继续拥护信仰新教的威廉三世。1702年威廉三世去世，安妮女王登基。笛福发表了一本小册子《消灭不同教派的捷径》，用反讽手法猛烈抨击托利党当局迫害不同教派，被判入狱六个月，并从1703年7月31日起带枷游行三天。按照传说，笛福在狱中针锋相对写了诗歌《枷刑颂》。这使得在他游行过程中，民众将其当英雄看待，向他投来的不是石块而是鲜花，并且为他的健康干杯。
托利党首领罗伯特·哈利（Robert Harley）非常欣赏笛福的才华，在他干涉下，笛福获得了释放。哈利希望笛福办杂志以争取民众对自己的苏格兰-英格兰联合政策的支持。笛福在哈利支持下于1704年创办了《法国时事评论》。同年笛福根据自己在1703年飓风中的经历写成了《飓风》一书。1708年哈利失势，笛福继续支持其继任者戈多尔芬直到1713年杂志中断。

## 文学创作
1719年笛福根据水手亚历山大·塞尔柯克的一部分经历和自己构思，完成了自己最著名的作品《鲁滨逊·克鲁索》（Robinson Crusoe），中文翻译为《鲁滨逊漂流记》。小说讲述一个在海难中逃生的水手在一个荒岛上通过自己智慧与勇气，战胜险恶的自然环境，终于获救回到英国的故事。小说大受欢迎，一年之内竟然出了四版。至今仍在被世界各地人阅读。
笛福的其他主要小说作品有1720年完成的《辛格尔顿船长》和1722年的《摩尔·弗兰德斯》。笛福还写了大量小册子与新闻报道，1722年法国马赛发生瘟疫，笛福出版以1665年伦敦大瘟疫为内容的《大疫年日记》，迎合了当时市民的关注，颇受欢迎。

## 主要作品
- 《鲁滨逊漂流记》
- 《辛格尔顿船长》
- 《摩尔·弗兰德斯》
- 《大疫年日记》
- 《一個騎士的回憶錄》
- 《家庭指導手冊》（1715） 及 《新版家庭指導手冊》（1727）[6]